# Raïon de Bredy
Le raïon de Bredy (en russe : Брединский район, Briedinski raïon) est une subdivision administrative de l'oblast de Tcheliabinsk, en Russie. Son centre administratif est le village de Bredy

## Géographie
La raïon de Bredy est situé dans l'Oural, à l'extrême sud de l'oblast. Avec une superficie de 5 076 km2, c'est le plus vaste raïon de l'oblast de Tcheliabinsk.

## Histoire
Les premières traces d'activités humaine remontent à l'Âge du bronze. La ville de Bredy est fondée en 1843 par la construction d'un bastion de l'armée cosaque d'Orenbourg. Le nom de Bredy est issu de celui de la ville de Breda, aux Pays-Bas, où Napoléon avait subi une défaite.
La ville se développe avec son raïon, officialisé le 4 novembre 1926, à partir des années 1930.

## Économie
Le raïon de Bredy a une économie agricole, fondée sur la production de céréales et de légumineuses. Si son territoire occupait 7 pour cent de la surface agricole utile de l'oblast de Tcheliabinsk, elle était à l'origine de 12 pour cent de sa production. Le raïon représente aussi 5 pour cent de l'élevage de bovins, de porcins et de moutons. Cette production agricole est majoritairement soutenue par douze grandes exploitations.
Cette production agricole génère également quelques emplois industriels : transformation des matières premières, traitement de la laine, etc.
Enfin, le tourisme (visite de la forteresse, de la cathédrale Alexandre Nevski, du musée de la sculpture sur bois, des artefacts de l'âge du bronze) offre un petit complément de revenu.

## Administration
Le raïon de Bredy est découpé en onze municipalités.
| Municipalité                    | Centre         | Nombre de villages | Population (2002) |
| ------------------------------- | -------------- | ------------------ | ----------------- |
| Municipalité d'Andrieievski     | Andrieievski   | 2                  | 1943              |
| Municipalité d'Atamanovski      | Atamanovski    | 2                  | 1020              |
| Municipalité de Bielokaminskoïe | Maïak          | 4                  | 2247              |
| Municipalité de Borovoïe        | Borovoïe       | 6                  | 3784              |
| Municipalité de Bredy           | Bredy          | 2                  | 11241             |
| Municipalité de Kalininski      | Kalininski     | 5                  | 2403              |
| Municipalité de Kniajiénski     | Kniajienski    | 3                  | 1827              |
| Municipalité de Komsomolskïi    | Komsomolskïi   | 2                  | 1772              |
| Municipalité de Nasliednitchki  | Nasliednitchki | 3                  | 2249              |
| Municipalité de Pavlovski       | Pavlovski      | 4                  | 2292              |
| Municipalité de Rimnikski       | Rimnikski      | 4                  | 2261              |

## Religion
Le doyenné orthodoxe de Bredy, dépendant de l'éparchie de Magnitogorsk, recoupe les limites du raïon.